# クラウンプライド
クラウンプライド（欧字名:Crown Pride、2019年5月4日 - ）は、日本の競走馬。主な勝ち鞍は2022年のUAEダービー、2023年・2024年のコリアカップ連覇、2024年のマーキュリーカップ。
馬名の意味は、王冠の誇り。

## 戦績

### デビューまで
北海道千歳市の社台ファームで生産され、1歳時の2020年に全10口の共有持分が社台グループオーナーズを通じて1口150万円で販売された（総額1500万円）。
2020年に開業したばかりの新谷功一厩舎（栗東）に入厩し、入厩当初は新谷調教師が自ら乗って調教をつけていた。入厩前は芝のスピード競馬も視野に入っていたが、調教の感触からダートでデビューさせることが決まった。

### 2歳（2021年）
2021年10月3日デビューし新馬戦を6馬身差、2戦目・11月7日のもちの木賞（1勝クラス）を3馬身差で快勝し2連勝。
2戦目の勝利から陣営はUAEダービーへの遠征を意識し、アメリカクラシック三冠競走にも登録された。

### 3歳（2022年）
明け3歳の初戦となる2022年2月20日のヒヤシンスステークス（L）は出遅れが響き6着に終わったが、2勝馬ながら予定どおりUAEダービーへの招待を受諾し、アラブ首長国連邦のドバイに初海外遠征。
3月26日、UAEダービー（G2）にダミアン・レーン騎乗で出走。先行勢を見ながら道中を運び、直線では逃げ粘るサマーイズトゥモローを交わして優勝、ラニ以来2頭目となる日本調教馬としての同レース勝利となった。またこれにより、新谷功一調教師は日本も含めた重賞の初勝利を、レーン騎手はドバイにおける初騎乗による初勝利を挙げた。
この勝利によりアメリカのケンタッキーダービーにクリストフ・ルメールを鞍上に迎えて出走することが決まり、他のドバイ遠征馬と別れて日本に帰国せずにドバイからアメリカ合衆国へ直行し、ケンタッキーダービーが開催されるチャーチルダウンズ競馬場で1か月かけて現地調整された。
5月7日、ケンタッキーダービー（G1）に出走。レースは先行馬に不利な速すぎる流れで後方待機した最低人気のリッチストライクが優勝する大波乱となり、道中2番目の位置で進んだクラウンプライドは最後の直線で余力を失って後退し13着に大敗した。
帰国後は福永祐一騎乗で9月28日の日本テレビ盃（JpnII）、11月3日のJBCクラシック（JpnI）、12月4日のチャンピオンズカップ（GI）とダートグレード競走の1800〜2000mのレースで古馬と対戦するが、先行して直線で先頭に立つもゴールを目前にして差し切られる展開が続き、いずれも2着に終わった。

### 4歳（2023年）
4歳初戦は再び中東に遠征し、UAEダービー以来のレーンを鞍上に2023年2月25日のサウジカップ（G1）に出走。道中4番手で進め、逃げ切ったパンサラッサの5着。次走として3月25日のドバイワールドカップ（G1）に向かうが、第1コーナーで遅れていつもより後ろの位置になってしまい、直線で脚を使うもののまた5着に終わる。
帰国後、川田将雅を鞍上を迎えて6月28日の帝王賞（JpnI）に参戦。逃げるプロミストウォリアを最内から追走し、残り200mで先頭に抜け出したが、ゴール直前で外から強襲したメイショウハリオに鼻差で差し切られ、2着となる。
8月、韓国馬事会主催のコリアカップ（G3）に招待馬として選出され、受諾。9月10日に開催されたレースは他馬とのスピードの違いからスタートから2番手で好位につくと向正面で押し出されるように先頭に立ち、第4コーナーで軽く促されると後続を突き放して、ゴールまで持ったままで2着のグロリアムンディから10馬身の大差をつけて勝利した。
12月3日、国内に戻り、チャンピオンズカップに出走。前年2着の実績を買われ3番人気で出走。道中4・5番手で進むも直線では伸びることなく11着に終わった。

### 5歳（2024年）
前年同様に中東に遠征し、2024年2月24日のサウジカップ（G1）に出走。鞍上にジョアン・モレイラを迎える先行するも、直線では手応えがなく9着に終わる。
帰国後、5月1日に行われたかしわ記念に出走したが、1コーナーでペプチドナイルに寄られて躓いてしまったこともあり、過去最低着順の12着に終わった。
次走に7月15日に行われたマーキュリーカップを選択した。これまで騎乗してきた川田将雅騎手の休養のため、横山武史騎手に乗り替わり、2番人気でレースに臨んだ。レースでは3コーナー付近から早めに先頭に立つと、後方から強襲してきたビヨンドザファザーをハナ差で封じ、勝利した。レース後、横山武史騎手は「ヒヤッとしましたが馬の根性に助けられました。韓国の重賞の勝ち方もすごく強かったですし、国内外で活躍出来る馬だと思うので、このまま成長していってほしいなと思います。」と語った。
その後、昨年制したコリアカップに遠征することを決定。前走に引き続き横山武史騎手が騎乗し、9月8日の同競走に出走した。レースではスタートダッシュを決め先手に立つと、後続を引き離しながら直線に立ち、そのまま2着のウィルソンテソーロに5馬身差をつけて圧勝した。2017,18年のロンドンタウン以来となるコリアカップ連覇を達成し、調教師の新谷功一はコリアスプリント(こちらはリメイクで連覇）、コリアカップのダブル連覇を達成した。

## 競走成績
以下の内容はJBISサーチ、netkeiba.com、エミレーツ競馬協会、Equibase、Racing Post、韓国馬事会およびTotal Performance Dataの情報に基づく。
| 競走日     | 競馬場             | 競走名          | 格     | 距離（馬場）       | 頭 数 | 枠 番 | 馬 番 | オッズ （人気） | 着順 | タイム （上がり3F） | 着差           | 騎手        | 斤量 [kg] | 1着馬（2着馬）         | 馬体重 [kg] |
| ---------- | ------------------ | --------------- | ------ | ------------------ | ----- | ----- | ----- | --------------- | ---- | ------------------- | -------------- | ----------- | --------- | ---------------------- | ----------- |
| 2021.10.03 | 中京               | 2歳新馬         |        | ダ1800m（良）      | 10    | 3     | 3     | 009.30（5人）   | 01着 | R1:55.3（38.7）     | -1.0           | 0幸英明     | 55        | （ソルトグリーン）     | 494         |
| 0000.11.07 | 阪神               | もちの木賞      | 1勝    | ダ1800m（良）      | 13    | 8     | 13    | 007.20（4人）   | 01着 | R1:53.5（38.3）     | -0.5           | 0幸英明     | 55        | （ウェルカムニュース） | 488         |
| 2022.02.20 | 東京               | ヒヤシンスS     | L      | ダ1600m（重）      | 14    | 6     | 9     | 004.50（3人）   | 06着 | R1:35.8（35.6）     | -0.5           | 0M.デムーロ | 56        | コンバスチョン         | 498         |
| 0000.03.26 | メイダン           | UAEダービー     | G2     | 0000ダ1900m（Fs）  | 16    | 10    | 7     | 013.00（6人）   | 01着 | R001:59.76（00.00） | （-2馬身 3/4） | 0D.レーン   | 55        | （Summer Is Tomorrow） | 計不        |
| 0000.05.07 | チャーチルダウンズ | KYダービー      | G1     | 0000ダ10.0F0（Fs） | 20    | 7     | 7     | 018.5（10人）   | 13着 | R                   | （18馬身 1/4） | 0C.ルメール | 00057     | Rich Strike            | 計不        |
| 0000.09.28 | 船橋               | 日本テレビ盃    | JpnII  | ダ1800m（良）      | 13    | 4     | 6     | 005.10（3人）   | 02着 | R1:53.1（39.3）     | -0.1           | 0福永祐一   | 54        | フィールドセンス       | 502         |
| 0000.11.03 | 盛岡               | JBCクラシック   | JpnI   | ダ2000m（良）      | 15    | 3     | 4     | 004.40（2人）   | 02着 | R2:02.5（36.8）     | -0.4           | 0福永祐一   | 55        | テーオーケインズ       | 501         |
| 0000.12.04 | 中京               | チャンピオンズC | GI     | ダ1800m（良）      | 16    | 5     | 10    | 014.30（4人）   | 02着 | R1:51.9（36.7）     | -0.0           | 0福永祐一   | 56        | ジュンライトボルト     | 500         |
| 2023.02.25 | KAA                | サウジC         | G1     | 0000ダ1800m（Fs）  | 13    | 3     | 3     | 015.00（5人）   | 05着 | R001:51.26（00.00） | -0.46          | 0D.レーン   | 57        | Panthalassa            | 計不        |
| 0000.03.25 | メイダン           | ドバイWC        | G1     | 0000ダ2000m（Fs）  | 15    | 12    | 5     | 031.2（10人）   | 05着 | R002:04.62（39.41） | -1.37          | 0D.レーン   | 57        | Ushba Tesoro           | 計不        |
| 0000.06.28 | 大井               | 帝王賞          | JpnI   | ダ2000m（良）      | 12    | 2     | 2     | 007.30（4人）   | 02着 | R2:01.9（36.7）     | -0.0           | 0川田将雅   | 57        | メイショウハリオ       | 501         |
| 0000.09.10 | ソウル             | コリアC         | G3     | ダ1800m（良）      | 15    | 14    | 14    | 001.30（1人）   | 01着 | R1:51.5（36.8）     | -1.7           | 0川田将雅   | 57        | （Gloria Mundi）       | 497         |
| 0000.12.03 | 中京               | チャンピオンズC | GI     | ダ1800m（良）      | 15    | 5     | 9     | 004.40（3人）   | 11着 | R1:52.0（38.4）     | -1.4           | 0川田将雅   | 58        | レモンポップ           | 512         |
| 2024.02.25 | KAA                | サウジC         | G1     | 0000ダ1800m（Fs）  | 13    | 6     | 2     | 039.0（10人）   | 09着 | R001:51.8（00.00）  | -2.3           | 0J.モレイラ | 57        | Senor Buscador         | 計不        |
| 0000.05.01 | 船橋               | かしわ記念      | JpnI   | ダ1600m（不）      | 13    | 5     | 7     | 005.70（4人）   | 12着 | R1:43.2（42.3）     | -4.2           | 0川田将雅   | 57        | シャマル               | 497         |
| 0000.07.15 | 盛岡               | マーキュリーC   | JpnIII | ダ2000m（良）      | 14    | 6     | 9     | 002.80（2人）   | 01着 | R2:03.8（38.1）     | -0.0           | 0横山武史   | 57        | （ビヨンドザファザー） | 502         |
| 0000.09.08 | ソウル             | コリアC         | G3     | ダ1800m（稍）      | 11    |       | 11    | 003.10（2人）   | 01着 | R1:51.8（37.4）     | -0.9           | 0横山武史   | 57        | （Wilson Tesoro）      | 504         |
| 0000.12.01 | 中京               | チャンピオンズC | GI     | ダ1800m（良）      | 16    | 1     | 1     | 016.60（7人）   | 11着 | R1:52.0（38.4）     | -1.9           | 0横山武史   | 58        | レモンポップ           | 508         |
| 0000.12.29 | 大井               | 東京大賞典      | GI     | ダ2000m（良）      | 10    | 8     | 9     | 023.30（5人）   | 07着 | R2:06.8（38.5）     | -1.9           | 0横山武史   | 57        | フォーエバーヤング     | 502         |
| 2025.02.06 | 佐賀               | 佐賀記念        | JpnIII | ダ2000m（重）      | 11    | 8     | 11    | 005.30（3人）   | 08着 | R2:14.9（44.0）     | -6.2           | 0横山武史   | 58        | メイショウフンジン     | 508         |
| 0000.07.21 | 盛岡               | マーキュリーC   | JpnIII | ダ2000m（良）      | 10    | 5     | 5     | 006.80（4人）   | 02着 | R2:04.1（40.1）     | -0.2           | 0坂井瑠星   | 58        | カズタンジャー         | 510         |

- 海外の競走の「枠番」欄にはゲート番を記載
- アメリカ・サウジアラビア・韓国のオッズ・人気は現地主催者発表のもの（日本式のオッズ表記とした）
- 競走成績は2025年7月21日現在

## 血統表
| クラウンプライドの血統                       | クラウンプライドの血統                            | クラウンプライドの血統                     | （血統表の出典）                           | （血統表の出典）    |
| 父系                                         | サンデーサイレンス系/ヘイロー系                   | サンデーサイレンス系/ヘイロー系            | サンデーサイレンス系/ヘイロー系            | [ § 2 ]             |
| 父 リーチザクラウン 北海道千歳市 青鹿毛 2006 | 父の父スペシャルウィーク 北海道門別町 黒鹿毛 1995 | *サンデーサイレンス                        | Halo                                       | Halo                |
| 父 リーチザクラウン 北海道千歳市 青鹿毛 2006 | 父の父スペシャルウィーク 北海道門別町 黒鹿毛 1995 | *サンデーサイレンス                        | Wishing Well                               |                     |
| 父 リーチザクラウン 北海道千歳市 青鹿毛 2006 | 父の父スペシャルウィーク 北海道門別町 黒鹿毛 1995 | キャンペンガール                           | マルゼンスキー                             | マルゼンスキー      |
| 父 リーチザクラウン 北海道千歳市 青鹿毛 2006 | 父の父スペシャルウィーク 北海道門別町 黒鹿毛 1995 | キャンペンガール                           | レディーシラオキ                           |                     |
| 父 リーチザクラウン 北海道千歳市 青鹿毛 2006 | 父の母クラウンピース 北海道千歳市 鹿毛 1997       | Seattle Slew                               | Bold Reasoning                             | Bold Reasoning      |
| 父 リーチザクラウン 北海道千歳市 青鹿毛 2006 | 父の母クラウンピース 北海道千歳市 鹿毛 1997       | Seattle Slew                               | My Charmer                                 |                     |
| 父 リーチザクラウン 北海道千歳市 青鹿毛 2006 | 父の母クラウンピース 北海道千歳市 鹿毛 1997       | *クラシッククラウン                        | Mr. Prospector                             | Mr. Prospector      |
| 父 リーチザクラウン 北海道千歳市 青鹿毛 2006 | 父の母クラウンピース 北海道千歳市 鹿毛 1997       | *クラシッククラウン                        | Six Crowns                                 |                     |
| 母 エミーズプライド 北海道千歳市 鹿毛 2012   | 母の父キングカメハメハ 北海道早来町 鹿毛 2001     | Kingmambo                                  | Mr. Prospector                             | Mr. Prospector      |
| 母 エミーズプライド 北海道千歳市 鹿毛 2012   | 母の父キングカメハメハ 北海道早来町 鹿毛 2001     | Kingmambo                                  | Miesque                                    |                     |
| 母 エミーズプライド 北海道千歳市 鹿毛 2012   | 母の父キングカメハメハ 北海道早来町 鹿毛 2001     | *マンファス                                | *ラストタイクーン                          | *ラストタイクーン   |
| 母 エミーズプライド 北海道千歳市 鹿毛 2012   | 母の父キングカメハメハ 北海道早来町 鹿毛 2001     | *マンファス                                | Pilot Bird                                 |                     |
| 母 エミーズプライド 北海道千歳市 鹿毛 2012   | 母の母エミーズスマイル 北海道千歳市 栗毛 2004     | アグネスタキオン                           | *サンデーサイレンス                        | *サンデーサイレンス |
| 母 エミーズプライド 北海道千歳市 鹿毛 2012   | 母の母エミーズスマイル 北海道千歳市 栗毛 2004     | アグネスタキオン                           | アグネスフローラ                           |                     |
| 母 エミーズプライド 北海道千歳市 鹿毛 2012   | 母の母エミーズスマイル 北海道千歳市 栗毛 2004     | エミスフェール                             | *ホワイトマズル                            | *ホワイトマズル     |
| 母 エミーズプライド 北海道千歳市 鹿毛 2012   | 母の母エミーズスマイル 北海道千歳市 栗毛 2004     | エミスフェール                             | グレイエミネンス                           |                     |
| 母系(F-No.)                                  | (FN:5-g)                                          | (FN:5-g)                                   | (FN:5-g)                                   | [ § 3 ]             |
| 5代内の近親交配                              | サンデーサイレンス 3x4, Mr. Prospector 4x4        | サンデーサイレンス 3x4, Mr. Prospector 4x4 | サンデーサイレンス 3x4, Mr. Prospector 4x4 | [ § 4 ]             |
| 出典                                         | 1. 2. 3. 4.                                       | 1. 2. 3. 4.                                | 1. 2. 3. 4.                                | 1. 2. 3. 4.         |

- 母の半姉にフローラルカップ・ロジータ記念勝ち馬のエミーズパラダイスと福島記念勝ち馬のホウオウエミーズ、祖母の半弟に北海道2歳優駿のディラクエがいる。